# William Thynne (Herausgeber)

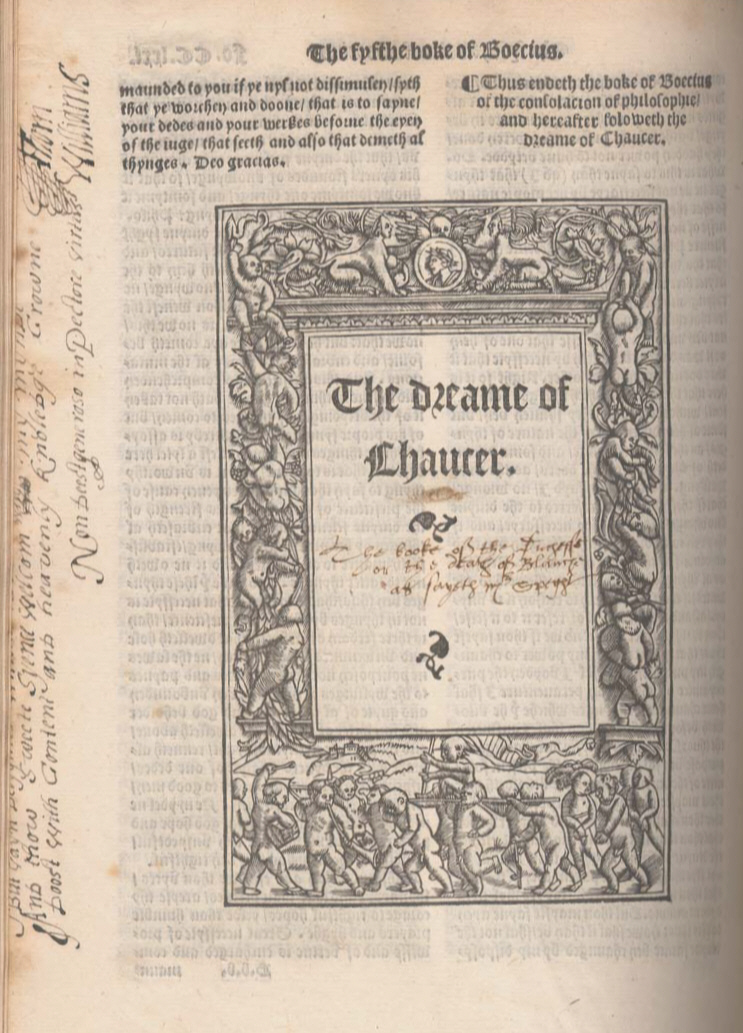
Titelblatt der 1532 erschienenen, von William Thynne herausgegebenen Druckausgabe von “The Dreame of Chaucer”, besser bekannt als “The Book of the Duchess”

William Thynne (* um 1500; † 10. August 1546) war ein englischer Höfling. Er ist vor allem als Herausgeber der ersten größeren Ausgabe der Werke von Geoffrey Chaucer bekannt.

## Herkunft
Die genaue Abstammung von William Thynne ist ungeklärt. Er stammte wahrscheinlich aus Shropshire, wo seine Familie auch als Botfield, Boteville oder Thynne alias Boteville genannt wurde. Vermutlich besuchte er eine Schule in Oxford. 

## Dienst am Königshof
Vielleicht diente Thynne bereits 1518 am englischen Königshof, gesichert ist, dass er im Februar 1524 zweiter Küchenmeister der Küche von König Heinrich VIII. war. Vor Oktober 1526 stieg er zum ersten Küchenmeister auf, wofür er ein Jahresgehalt von £ 10 erhielt. Schon bald wurden ihm auch weitere Aufgaben übertragen. Im Juli 1528 wurde er zum Vogt des königlichen Parks von Beaudley ernannt, und im Juli 1529 wurde er Zollaufseher für Wolle, Felle und Pelze im Hafen von London. Im Oktober 1529 wurde er Verwalter der Einkünfte aus dem zum königlichen Besitz gehörende Earldom of March und Verwalter von Gateley Park. Offensichtlich genoss Thynne die Gunst des Königs. Er gehörte zu den Höflingen, denen im März 1532 jährliche Einkünfte von 100 Mark bewilligt wurden. Im Mai 1533 diente er anlässlich der Hochzeit des Königs mit Anne Boleyn als Almosenier, dazu sollte er mit die Ausschmückung der Feier überwachen. Vor April 1537 wurde er zum leitenden Aufseher des königlichen Haushalts ernannt, und vor 1543 wurde er einer der beiden Masters of the Household. Vor seinem Tod 1546 hatte er dieses Amt anscheinend alleine inne.

## Thynne als Herausgeber
Thynne war während seiner Zeit am Königshof nachweislich literarisch interessiert. Der Dichter John Skelton verfasste den Großteil seines Gedichts Colyn Cloute in Thynnes Haus in Erith in Kent. Thynne sammelte offenbar Manuskripte mit Werken von Geoffrey Chaucer, von denen sich heute einige in Longleat, dem später errichteten Familiensitz der Familie Thynne befinden. Thynne beschäftigte sich intensiv mit Chaucers Werken. Er verglich verschiedene Fassungen seiner Werke, bearbeitete diese und gab 1532 bei dem Drucker Thomas Godfray eine von ihm zusammengetragene Ausgabe der Werke Chaucers in Auftrag. Neben den Manuskripten aus seinem Besitz verwandte Thynne für seine Ausgabe wohl ein von Richard Pynson 1526 herausgegebenes Werk mit mehreren Werken Chaucers, doch die Ausgabe von Thynne umfasste erstmals Werke wie Das Buch der Herzogin, The Legend of Good Women, Boece und The Treatise on the Astrolabe. Das Buch wurde Heinrich VIII. gewidmet, die Widmung verfasste vermutlich Bryan Tuke, der Sekretär des Königs. Weiterhin veröffentlichte Thynne auch Gedichtbände mit Werken von John Lydgate, Thomas Hoccleve, Richard Roos und Robert Henryson. Wahrscheinlich gab er um 1533 eine Druckausgabe des antikatholischen Werks The Plowman’s Tale bei Thomas Godfray in Auftrag.

## Familie und Nachkommen
Thynne war mit Anne, einer Tochter des Höflings William Bond verheiratet. Mit ihr hatte er einen Sohn:
- Francis Thynne (1545?–1608)

Da sein Sohn bei seinem Tod noch minderjährig war, wurde Thynnes Frau seine Haupterbin und Testamentsvollstreckerin. Er wurde in der Kirche All Hallows-by-the-Tower in London begraben.